# Aire coutumière Xaracuu
Die Aire coutumière Xaracuu (in der Sprache der Ureinwohner: Xârâcùù) ist eine Verwaltungseinheit einer besonderen Form (Aire coutumière) im französischen Überseedépartement Neukaledonien. Sie wurde am 19. März 1999 gegründet und umfasst sieben Gemeinden auf der Südostseite der Insel Grande-Terre. In Xaracuu sind 33 Kanaken-Stämme registriert.

## Gemeinden
| Gemeinde                | Einwohner 1. Januar 2022 | Fläche km² | Dichte Einw./km² | Code INSEE | Postleitzahl |
| ----------------------- | ------------------------ | ---------- | ---------------- | ---------- | ------------ |
| Bouloupari              | 3.315                    | 892,39     | 4                | 98802      | 98812        |
| Canala                  | 3.701                    | 425,39     | 9                | 98804      | 98813        |
| Farino                  | 712                      | 48,03      | 15               | 98806      | 98881        |
| Kouaoua                 | 1.304                    | 371,92     | 4                | 98833      | 97818        |
| La Foa                  | 3.552                    | 442,64     | 8                | 98813      | 97880        |
| Sarraméa                | 572                      | 115,89     | 5                | 98828      | 97880        |
| Thio                    | 2.524                    | 987,57     | 3                | 98829      | 97829        |
| Aire coutumière Xaracuu | 15.680                   | 3.283,83   | 5                | –          | –            |